# Xestospiza
Xestospiza är ett fågelsläkte i familjen finkar inom ordningen tättingar. Släktet omfattar två arter som tidigare förekom i Hawaiiöarna men som är utdöda sedan länge:
- Konnäbbad fink (X. conica)
- Åsnäbbad fink (X. fastigialis)